# Station Rice Lane
Rice Lane is een spoorwegstation van National Rail in Walton, Liverpool in Engeland. Het station is eigendom van Network Rail en wordt beheerd door Merseyrail. 